# Lietuvos Lyga 1936
L'edizione 1936 del Lietuvos Lyga fu la 15ª del massimo campionato di calcio lituano; il titolo fu vinto dal Kovas Kaunas, giunto al suo sesto titolo.

## Formula
Si tornò a giocare in un girone unico: il numero di squadre passò ad 8: queste ultime si incontrarono in gare di sola andata per un totale di 7 incontri per squadra. Erano assegnati due punti alla vittoria, un punto al pareggio e zero per la sconfitta.

## Classifica finale
|                     | Pos. | Squadra          | Pt | G | V | N | P | GF | GS | DR  |
| ------------------- | ---- | ---------------- | -- | - | - | - | - | -- | -- | --- |
| Lituania (bandiera) | 1.   | Kovas Kaunas     | 14 | 7 | 7 | 0 | 0 | 25 | 3  | +22 |
|                     | 2.   | LFLS Kaunas      | 10 | 7 | 5 | 0 | 2 | 15 | 13 | +2  |
|                     | 3.   | LGSF Kaunas      | 8  | 7 | 4 | 0 | 3 | 12 | 12 | +0  |
|                     | 4.   | Kovas Kaunas     | 7  | 7 | 3 | 1 | 3 | 13 | 7  | +6  |
|                     | 5.   | KSS Klaipeda     | 6  | 7 | 3 | 0 | 4 | 11 | 16 | -5  |
|                     | 6.   | Sveikata         | 6  | 7 | 3 | 0 | 4 | 7  | 15 | -8  |
|                     | 7.   | Makabi Panevezys | 5  | 7 | 2 | 1 | 4 | 18 | 15 | +3  |
|                     | 8.   | Saulys Klaipeda  | 0  | 7 | 0 | 0 | 7 | 5  | 25 | -20 |

### Verdetti
- Kovas Kaunas campione di Lituania.
- Saulys Klaipeda retrocesso.